# توروو، گمینا گوگوو
توروو، گمینا گوگوو (به لاتین: Turów, Gmina Głogów) یک منطقهٔ مسکونی در لهستان است که در Gmina Głogów واقع شده‌است.

## خصوصیات
توروو ۱۵۰ نفر جمعیت دارد.